# 2018年亞洲青年田徑錦標賽
第18屆亞洲青年田徑錦標賽於2018年6月7日至10日在日本岐阜縣舉行，該屆賽事共設44個小項。共有來自35個國家和地區的437名運動員參賽。

## 獎牌榜
主辦國
| 排名 | 国家／地区 | 金牌 | 银牌 | 铜牌 | 總數 |
| ---- | ---------- | ---- | ---- | ---- | ---- |
| 1    | 日本       | 14   | 15   | 12   | 41   |
| 2    | 中國       | 11   | 8    | 5    | 24   |
| 3    | 印度       | 5    | 2    | 10   | 17   |
| 4    | 中華臺北   | 4    | 5    | 3    | 12   |
| 5    | 斯里蘭卡   | 3    | 4    | 2    | 9    |
| 6    |            | 3    | 3    | 0    | 6    |
| 7    | 伊朗       | 1    | 1    | 3    | 5    |
| 8    | 印度尼西亞 | 1    | 1    | 0    | 2    |
| 9    | 伊拉克     | 1    | 0    | 1    | 2    |
| 9    | 越南       | 1    | 0    | 1    | 2    |
| 11   |            | 0    | 3    | 1    | 4    |
| 12   |            | 0    | 1    | 2    | 3    |
| 13   | 泰國       | 0    | 1    | 1    | 2    |
| 14   | 马来西亚   | 0    | 0    | 2    | 2    |
| 15   | 香港       | 0    | 0    | 1    | 1    |
| 總計 | 總計       | 44   | 44   | 44   | 132  |

## 比賽項目

### 男子
| 項目           | 金牌                                                                                      | 金牌         | 银牌                                                                                            | 银牌         | 铜牌                                                                                           | 铜牌         |
| 100公尺        | 拉鲁·穆罕默德·佐赫里 · 印尼（INA）                                                        | 10.27        | 宮本大輔 · 日本（JPN）                                                                          | 10.35        | Muhammad Ismail · 马来西亚（MAS）                                                              | 10.46        |
| 200公尺        | 魏泰陞 · 中華臺北（TPE）                                                                  | 21.05        | Shin Minkyu · 韩国（KOR）                                                                       | 21.06        | 塚本惇平 · 日本（JPN）                                                                         | 21.09 PB     |
| 400公尺        | Aruna Dharshana · 斯里蘭卡（SRI）                                                         | 45.79 CR NJR | Pasindu Kodikara · 斯里蘭卡（SRI）                                                              | 46.96        | 森周志 · 日本（JPN）                                                                           | 47.08        |
| 800公尺        | Anu Kumar · 印度（IND）                                                                   | 1:54.11      | Abdolrahim Dorzadeh · 伊朗（IRI）                                                               | 1:54.23      | 鳥居風樹 · 日本（JPN）                                                                         | 1:54.55      |
| 1500公尺       | Saife Saifeldin · 卡塔尔（QAT）                                                           | 3:49.30      | 半澤黎斗 · 日本（JPN）                                                                          | 3:49.66      | Hussein Lafta · 伊拉克（IRQ）                                                                  | 3:49.75      |
| 5000公尺       | Ajeet Kumar · 印度（IND）                                                                 | 14:15.24 PB  | 田澤廉 · 日本（JPN）                                                                            | 14:17.26     | Seyedamir Zamanpour · 伊朗（IRI）                                                              | 14:25.25 PB  |
| 10000公尺      | 索朗才仁 · 中国（CHN）                                                                    | 30:01.51 PB  | 中谷雄飞 · 日本（JPN）                                                                          | 30:04.24     | Kartik Kumar · 印度（IND）                                                                     | 30:05.30 PB  |
| 110公尺跨欄    | 盧浩華 · 中華臺北（TPE）                                                                  | 13.61 PB     | 樋口陸人 · 日本（JPN）                                                                          | 13.71        | David Yefremov · 哈萨克斯坦（KAZ）                                                             | 13.81        |
| 400公尺跨欄    | 白尾悠祐 · 日本（JPN）                                                                    | 50.52        | 巴西姆·哈米达 · 卡塔尔（QAT）                                                                   | 50.55        | Mahdi Pirjahan · 伊朗（IRI）                                                                   | 51.18 PB     |
| 3000公尺障礙賽 | Saife Saifeldin · 卡塔尔（QAT）                                                           | 8:51.97      | 吉田匠 · 日本（JPN）                                                                            | 8:52.79      | Trung Cuong Nguyen · 越南（VIE）                                                               | 8:59.32 PB   |
| 10,000公尺競走 | 宮豪 · 中国（CHN）                                                                        | 42:47.98     | 坂崎翔 · 日本（JPN）                                                                            | 42:53.56     | Kim Mingyu · 韩国（KOR）                                                                       | 43:06.89     |
| 4×100公尺接力  | 高木悠圭 · 宮本大輔 · 福島聖 · 塚本惇平 · 日本（JPN）                                     | 39.65        | 林昱堂 · 魏泰陞 · 盧浩華 · 葉守博 · 中華臺北（TPE）                                             | 39.72        | Prajwal Ravi · Akash Kumar · Nithin Balakumar · Gurindervir Singh · 印度（IND）                | 40.75        |
| 4×400公尺接力  | Pabasara Niku · Pasindu Kodikara · Ravishka Indrajith · Aruna Dharshana · 斯里蘭卡（SRI） | 3:08.70      | Potchara Petchkaew · Thipthanet Sripha · Yanakorn Munrot · Phitchaya Sunthonthuam · 泰国（THA） | 3:09.20      | Luqmanual Khairul Akmal · Muhammad Suhaimi · Safwan Saifuddin · Abdul Roslan · 马来西亚（MAS） | 3:09.60      |
| 跳高           | 友利響平 · 日本（JPN）                                                                    | 2.16公尺 PB  | Nuh Anuh · 卡塔尔（QAT）                                                                        | 2.14公尺     | 张昊 · 中国（CHN）                                                                             | 2.12公尺     |
| 撐竿跳高       | 尾崎駿翔 · 日本（JPN）                                                                    | 5.20公尺 PB  | Idan Richsan · 印尼（INA）                                                                      | 5.15公尺     | Kasinpob Chomchanad · 泰国（THA）                                                              | 5.00公尺     |
| 跳遠           | 酒井由吾 · 日本（JPN）                                                                    | 7.61公尺     | 周科奇 · 中国（CHN）                                                                            | 7.54公尺     | 穆拉里·斯里尚卡尔 · 印度（IND）                                                                | 7.47公尺     |
| 三級跳遠       | Kamalraj Kanagaraj · 印度（IND）                                                          | 15.75公尺    | Yu Gyumin · 韩国（KOR）                                                                         | 15.56公尺 PB | 泉谷駿介 · 日本（JPN）                                                                         | 15.47公尺    |
| 鉛球           | Moaaz Ibrahim · 卡塔尔（QAT）                                                             | 18.57公尺 PB | Jinseong Yeo · 韩国（KOR）                                                                      | 18.25公尺    | Ashish Bhalothia · 印度（IND）                                                                 | 18.22公尺 PB |
| 鐵餅           | Hossein Rasouli · 伊朗（IRI）                                                             | 62.29公尺 CR | Mohamed Ibrahim Moaaz · 卡塔尔（QAT）                                                           | 61.50公尺    | 山下航生 · 日本（JPN）                                                                         | 56.51公尺    |
| 鏈球           | Ashish Jakhar · 印度（IND）                                                               | 76.86公尺 PB | Damneet Singh · 印度（IND）                                                                     | 74.08公尺 PB | 服部優允 · 日本（JPN）                                                                         | 69.34公尺    |
| 標槍           | 刘哲凯 · 中国（CHN）                                                                      | 70.53公尺    | 畦地将史 · 日本（JPN）                                                                          | 68.76公尺    | 中村健太郎 · 日本（JPN）                                                                       | 65.36公尺    |
| 十項全能       | 王晨佑 · 中華臺北（TPE）                                                                  | 7200分 PB    | 王昱翔 · 中華臺北（TPE）                                                                        | 6704分 PB    | 原口凛 · 日本（JPN）                                                                           | 6693分       |

### 女子
| 項目           | 金牌                                                    | 金牌            | 银牌                                                              | 银牌         | 铜牌                                                                                          | 铜牌           |
| 100公尺        | 冯璐璐 · 中国（CHN）                                    | 11.68           | Amasha De Silva · 斯里蘭卡（SRI）                                 | 11.71 PB     | 儿玉芽生 · 日本（JPN）                                                                        | 11.98          |
| 200公尺        | 陶亚男 · 中国（CHN）                                    | 24.01           | Amasha De Silva · 斯里蘭卡（SRI）                                 | 24.47 PB     | Jisna Mathew · 印度（IND）                                                                    | 24.48          |
| 400公尺        | Jisna Mathew · 印度（IND）                              | 53.26 PB        | Dilshi Kumarasinghe · 斯里蘭卡（SRI）                             | 54.03 PB     | 杨睿萱 · 中華臺北（TPE）                                                                      | 54.74          |
| 800公尺        | 川田朱夏 · 日本（JPN）                                  | 2:04.14         | 鹽見綾乃 · 日本（JPN）                                            | 2:04.50      | Dilshi Kumarasinghe · 斯里蘭卡（SRI）                                                         | 2:04.53 PB NJR |
| 1500公尺       | 廣中璃梨佳 · 日本（JPN）                                | 4:17.62 PB      | 高松智美 · 日本（JPN）                                            | 4:21.65      | Durga Deore · 印度（IND）                                                                     | 4:24.56        |
| 3000公尺       | 田中希實 · 日本（JPN）                                  | 9:04.36 CR      | 和田有菜 · 日本（JPN）                                            | 9:14.13      | 刘芳 · 中国（CHN）                                                                            | 9:35.69        |
| 5000公尺       | 矢田みくに · 日本（JPN）                                | 16:31.65        | 牛丽华 · 中国（CHN）                                              | 16:55.54     | Poonam Sonune · 印度（IND）                                                                   | 17:03.75       |
| 100公尺跨欄    | 吉田唯莉 · 日本（JPN）                                  | 13.45 CR PB     | 林雨薇 · 中国（CHN）                                              | 13.55 PB     | 林曉慧 · 中華臺北（TPE）                                                                      | 13.61 PB       |
| 400公尺跨欄    | 吉田佳純 · 日本（JPN）                                  | 58.43           | 楊睿萱 · 中華臺北（TPE）                                          | 58.89 PB     | 村上夏美 · 日本（JPN）                                                                        | 58.92          |
| 3000公尺障礙賽 | Maristela Wasanthi · 斯里蘭卡（SRI）                    | 10:21.54 PB NJR | 田万花 · 中国（CHN）                                              | 10:28.24     | 野末侑花 · 日本（JPN）                                                                        | 10:38.30       |
| 10,000公尺競走 | 马丽 · 中国（CHN）                                      | 45:20.59 CR     | 藤井菜菜子 · 日本（JPN）                                          | 45:24.35 PB  | 李文秀 · 中国（CHN）                                                                          | 47:38.46       |
| 4×100公尺接力  | 林雨薇 · 朱翠薇 · 陶亚男 · 冯璐璐 · 中国（CHN）         | 45.06           | 吉田唯莉 · 山田美来 · 奥村ユリ · 儿玉芽生 · 日本（JPN）           | 45.95        | 梁詠曦 · 胡伊霖 · 梁筠宜 · 陳佩琦 · 中國香港（HKG）                                           | 47.00          |
| 4×400公尺接力  | 鹽見綾乃 · 吉田佳純 · 村上夏美 · 川田朱夏 · 日本（JPN） | 3:38.20 CR      | 苏芭·文卡特桑 · Rachna · Nidhi Singh · Jisna Mathew · 印度（IND） | 3:41.11      | Ishara Adittya · Sachini Divyanjali · Amasha De Silva · Dilshi Kumarasinghe · 斯里蘭卡（SRI） | 3:45.16        |
| 跳高           | Maryam Abdulelah · 伊拉克（IRQ）                        | 1.80公尺        | 蔡瀞瑢 · 中華臺北（TPE）                                          | 1.78公尺     | Abhinaya Shetty · 印度（IND）                                                                 | 1.75公尺 PB    |
| 撐竿跳高       | 吴作城 · 中国（CHN）                                    | 4.00公尺        | Anastasya Ermakova · 哈萨克斯坦（KAZ）                            | 3.60公尺     | 呉家如 · 中華臺北（TPE）                                                                      | 3.60公尺       |
| 跳遠           | 高良彩花 · 日本（JPN）                                  | 6.44公尺 PB     | 钟嘉未 · 中国（CHN）                                              | 6.44公尺     | 吉岡美玲 · 日本（JPN）                                                                        | 5.92公尺       |
| 三級跳遠       | Thi Ngoc Ha Vu · 越南（VIE）                            | 13.22公尺       | 泮佑琦 · 中国（CHN）                                              | 13.21公尺    | Priyadarshini Suresh · 印度（IND）                                                            | 13.09公尺 PB   |
| 鉛球           | 张林茹 · 中国（CHN）                                    | 16.05公尺       | 尾山和華 · 日本（JPN）                                            | 15.54公尺 PB | 郭姵妤 · 中華臺北（TPE）                                                                      | 14.76公尺      |
| 鐵餅           | 杨欢欢 · 中国（CHN）                                    | 51.53公尺       | 尹媛媛 · 中国（CHN）                                              | 51.17公尺    | Arpandeep Bajwa · 印度（IND）                                                                 | 46.57公尺      |
| 鏈球           | 周梦圆 · 中国（CHN）                                    | 64.81公尺       | 李江燕 · 中国（CHN）                                              | 61.44公尺 PB | Reyhaneh Arani · 伊朗（IRI）                                                                  | 55.46公尺 PB   |
| 標槍           | 李慧君 · 中華臺北（TPE）                                | 55.36公尺       | 武本纱荣 · 日本（JPN）                                            | 54.16公尺    | 戴倩倩 · 中国（CHN）                                                                          | 53.29公尺      |
| 七項全能       | 大玉華鈴 · 日本（JPN）                                  | 5133分          | 陳彩娟 · 中華臺北（TPE）                                          | 4925分       | Diana Geints · 哈萨克斯坦（KAZ）                                                              | 4804分 PB      |

## 外部連結
- 官方網站（页面存档备份，存于）